# Прічард Колон
Прічард Колон Мелендес (англ. Prichard Colón Meléndez; нар. 19 вересня 1992, Мейтленд, Флорида, США) — американсько-пуерториканський боксер-професіонал, почесний чемпіон світу за версією WBC і володар золотої медалі на Панамериканському молодіжному чемпіонаті 2010 року в категорії до 64 кг. У бою 2015 року з Террелом Вільямсом отримав кілька ударів у потилицю, знепритомнів у роздягальні та залишався в комі 221 день через крововилив у головний мозок. Попри лікування та фізіотерапію мовлення до нього так і не повернулося.

## Ранні роки та любительська кар'єра
Народився в Мейтленді, штат Флорида. Його батьки — Річард і Нівес Колон, колишня офіціантка. У 10 років його батько вирішив переїхати до Пуерто-Рико, щоб син міг представляти острів на змаганнях. Він переїхав туди з молодшою сестрою, а мама та його старший брат залишилися у Флориді. Сім'я оселилася в сільській місцевості Ороковіс.
Розпочав кар'єру з тренувань в Albergue Olímpico у Салінасі, Пуерто-Рико, де йому дали прізвисько «Дігет», яке походить від слова «копач» за його зріст. Після закінчення школи вивчав ділове адміністрування в Університеті Саградо Коразон у Сан-Хуані, Пуерто-Рико.
В період аматорської кар'єри здобув популярність, вигравши 5 національних чемпіонатів у категоріях до 64 кг і до 69 кг. Виграв золоту медаль на Панамериканському молодіжному чемпіонаті 2010 року у категорії 64 кг. Намагався кваліфікуватися на літні Олімпійські ігри 2012 року в Лондоні, але програв венесуельському бійцю Габріелю Маестре в третьому раунді.
2012 року вирішив перейти в професійний бокс. Аматорську кар'єру завершив з результатом 170-15.

## Професійна кар'єра
Дебютував на професійному рівні 23 лютого 2013 року. Перший бій відбувся проти Ксав'є Ла Саля на Cosme Beitía Salamo Coliseum у Катаньйо. Колон нокаутував суперника у першому раунді. Колон відзначився щільним графіком. 2013 року за його участі відбулося 5 боїв, а наступного року 7. Його найвідоміший бій відбувся 9 вересня 2015 року проти більш досвідченого боксера Вівіана Гарріса. Бій відбувся в Ricoh Coliseum в Торонто і завершився нокаутуванням Гарріса у четвертому раунді.
17 жовтня 2015 року мав відбутися бій Колона проти Террела Вільямса в андеркарті на арені EagleBank у Ферфаксі, штат Вірджинія. Бій додали після відмови Андре Діррелла битися з Блейком Капарелло через проблеми зі здоров'ям. Бій відбувся всього через місяць після останнього бою Колона проти Вівіана Гарріса і став кінцем його професійної кар'єри.

### Травма головного мозку
Бій Колона проти Вільямса тривав дев'ять раундів, у перших п'яти з яких Колон лідирував. Вільямс неодноразово завдавав заборонений удар в потилицю. Під час бою Колон неодноразово повідомляв рефері Джо Куперу про заборонені удари руками в потилицю. Однак рефері відхилив прохання і сказав йому самому «подбати про це». Після удару нижче пояса Колона покарали двома очками. Після кількох заборонених ударів Колон вперше у своїй професійній кар'єрі побував у нокдауні під час дев'ятого раунду. Колон обговорив з лікарем між раундами відчуття запаморочення, але сили боротися далі. Лікар дозволив продовжити бій. Колона дискваліфікували після дев'ятого раунду, коли його кутовий помилково зняв рукавички, вважаючи, що це кінець бою. Кутовий Колона наголошував на незв'язному мовленні і відчутті запаморочення. Мама допомогла Колону дістатися до роздягальні, де він вирвав і впав. Його ушпиталили з діагнозом лівостороння субдуральна гематома. Виконали екстрену операцію для зменшення набряку мозку й видалення гематоми. Колон перебував у комі 221 день.
Кілька тижнів лікувався у Вірджинії, але зрештою переведений до Shepherd Center в Атланті, штат Джорджія. Потім його перевезли до будинку мами в Орландо, штат Флорида. У квітні 2017 року він все ще перебував у стійкому вегетативному стані.
2017 року батьки вимагали у судовому порядку відшкодування збитків від лікаря та промоутерів на суму понад 50 мільйонів доларів. Станом на 2024 рік позов все ще залишався не задоволеним та не переданим до суду.
В інтерв'ю у вересні 2017 року, обговорюючи свою роль у травмуванні Колона, Вільямс сказав: «Я молюся за Прічарда щодня. І буду продовжувати. Я не бажаю йому нічого, крім миру та здоров'я. Ніхто не хоче, щоб те, що сталося з Прічардом, сталося з ким-небудь. Всі боксери брати». Вільямс зараз знаний переважно роллю в тому бою, а не кар'єрою.
У липні 2018 року мама Колона опублікувала відео у своєму обліковому записі Facebook, на якому видно, як син займається фізіотерапією та відповідає на словесні команди. Вона також заявила, що він вчився спілкуватися через комп'ютер.
2023 року його сім'я, зокрема мама, продовжувала працювати над реабілітацією. Станом на 2023 рік його мова не відновилася.

## Статистика
| No. | Результат | Рекорд | Суперник               | Спосіб | Раунд, час   | Дата             | Місце                                                             | Нотатки |
| --- | --------- | ------ | ---------------------- | ------ | ------------ | ---------------- | ----------------------------------------------------------------- | --- |
| 17  | Поразка   | 16-1   | Террел Вільямс         | DQ     | 9 (10), 0:17 | 17 жовтня 2015   | EagleBank Arena, Ферфакс, Вірджинія, США                          | Колон впав двічі в дев’ятому раунді та втратив два очки за удар нижче пояса; дискваліфікація кутового за зняття рукавички після дев'ятого раунду; Вільямс втратив одне очко за заборонений удар в потилицю, Колон зазнав крововиливу в мозок, а пізніше впав у кому |
| 16  | Перемога  | 16–0   | Вівіан Гарріс          | KO     | 4 (6), 1:03  | 11 вересня 2015  | Coca-Cola Coliseum, Торонто, Канада                               | |
| 15  | Перемога  | 15–0   | Майкл Фінні            | TKO    | 2            | 1 серпня 2015    | Barclays Center, Бруклін, Нью-Йорк, США                           | |
| 14  | Перемога  | 14–0   | Даніель Кальсада       | TKO    |              | 11 квітня 2015   | Barclays Center, Бруклін, Нью-Йорк, США                           | |
| 13  | Перемога  | 13–0   | Гектор Муньйоз         | UD     |              | 31 січня 2015    | 2300 Arena, Філадельфія, Пенсільванія, США                        | |
| 12  | Перемога  | 12–0   | Крістофер Доголадо     | UD     |              | 11 вересня 2014  | Hard Rock Hotel and Casino, Лас-Вегас, Невада, США                | |
| 11  | Перемога  | 11–0   | Ленвуд Доз'єр          | UD     |              | 9 серпня 2014    | Barclays Center, Бруклін, Нью-Йорк, США                           | |
| 10  | Перемога  | 10–0   | Карлос Гарсія Ернандес | TKO    |              | 19 червня 2014   | Coliseo Rubén Rodríguez, Баямон, Пуерто-Рико                      | |
| 9   | Перемога  | 9–0    | Ксав'єр Гарсія         | TKO    |              | 28 квітня 2014   | Coliseo Rubén Rodríguez, Баямон, Пуерто-Рико                      | |
| 8   | Перемога  | 8–0    | Шед Говард             | TKO    |              | 15 березня 2014  | Coliseo Rubén Rodríguez, Баямон, Пуерто-Рико                      | |
| 7   | Перемога  | 7–0    | Хосе Відал Сото        | TKO    |              | 25 січня 2014    | Gimnasio Manuel Toribio, Джакарта                                 | |
| 6   | Перемога  | 6–0    | Віктор Моя             | TKO    |              | 19 січня 2014    | Arena del Masacre, Лома-де-Кабрера, Домініканська Республіка      | |
| 5   | Перемога  | 5–0    | Джонатан Гарсія        | RTD    |              | 21 грудня 2013   | Coliseo Cosme Beitía Salamo, Катаньйо, Пуерто-Рико                | |
| 4   | Перемога  | 4–0    | Хуан Рамон Сантос      | TKO    |              | 7 грудня 2013    | Coliseo Pedro Julio Nolasco, Ла-Романа (Домініканська Республіка) | |
| 3   | Перемога  | 3–0    | Джордж Бургос          | TKO    |              | 9 листопада 2013 | Coliseo Pedro Julio Nolasco, Ла-Романа (Домініканська Республіка) | |
| 2   | Перемога  | 2–0    | Патрік Томас           | TKO    |              | 23 березня 2013  | Bahia Shrine Temple, Орландо, Флорида, США                        | |
| 1   | Перемога  | 1–0    | Ксав'єр Ласаль         | KO     |              | 23 лютого 2013   | Coliseo Cosme Beitía Salamo, Катаньйо, Пуерто-Рико                | |